# Michel Baron
Michel Boyron (París, 8 de octubre de 1653, ibidem, 22 de diciembre de 1729), más conocido como Michel Baron, fue un actor y dramaturgo francés.

## Biografía
Su apellido era originalmente Boyron. Su padre y su madre eran actores destacados. Nació en París. Quedó huérfano a los 9 años y se unió a la compañía infantil Petits Comédiens Dauphins a los 12 años, convirtiéndose en su estrella más brillante. Llegó a la atención de Molière, se unió a su compañía y, finalmente, se convirtió en su protegido. A raíz un conflicto con la esposa de Molière, Dejó la compañía Armande Béjart, pero se reincorporó en 1670. Interpretó el papel de Domiciano en Tite et Bérénice de Pierre Corneille y en Psyché de Corneille. Permaneció con la compañía hasta la muerte de Molière en 1673, cuando se unió a la compañía en el Hotel de Bourgogne. Esta compañía se fusionó con otra en 1680 para convertirse en la Comédie-Française.
Con la Comédie-Française, Baron fue el maestro indiscutible de la escena francesa hasta su jubilación en 1691. Creó muchos de los papeles principales en las obras de Racine y en su propia L'Homme à bonnes fortunes (1686), su obra más popular, y La Coquette. También escribió Les Enlèvements y Le Debauche, y tradujo y actuó en dos obras de Terencio.
Después de retirarse en 1691, Baron reapareció en 1720 en el Palais Royal y estuvo muy activo. Durante sus últimos años en el escenario, actuó regularmente con Adrienne Lecouvreur. Murió el 22 de diciembre de 1729.
El hijo de Barons, Étienne Michel Baron (1676–1711) también fue actor. El hijo y las dos hijas de Etienne actuaron con la Comédie-Française.